# 塞普蒂米烏斯·塞維魯
塞普蒂米烏斯·塞維魯（拉丁語：Septimius Severus，145年4月11日—211年2月4日），又称塞维鲁一世，在193年4月9日－211年2月4日出任羅馬皇帝。他出生于罗马帝国阿非利加行省的大莱普提斯，在马可·奥勒留和康茂德治下任公职，于193年（五帝之年）在前任皇帝佩蒂纳克斯被杀后取得皇位。為羅馬第一位非洲皇帝。
在杀死当时在位的罗马皇帝尤利安努斯后，塞维鲁先后于194年和197年击败与他争夺皇位的两位将军。此间他还向东发动战役，夺取奥斯若恩并将之并入罗马帝国版图。在稳固自己对西部行省的统治之后他再次向东方的安息帝国开战并取得胜利，劫掠其都城泰西封，将帝国版图拓展到底格里斯河流域。在非洲地区他扩大了阿拉比亚行省的范围，并于202年在阿非利加和毛里塔尼亚发动战役，进一步推进了帝国的南部国境线。
塞维鲁在统治后期来到不列颠尼亚，加强了哈德良长城的防御并重新驻扎安東尼長城。公元208年他试图征服喀里多尼亚（今苏格兰），但在210年年末病倒，并于次年年初在艾伯拉肯去世。其子卡拉卡拉和盖塔继承皇位。
塞维鲁创立了三世纪危机前的最后一个王朝——塞维鲁王朝。

## 早年

### 家庭及教育
塞维鲁于145年4月11日出生于大莱普提斯（位于今利比亚）的一个富裕骑士家庭，是Publius Septimius Geta和Fulvia Pia的儿子。他的母亲有意大利罗马血统，而他父亲则是布匿人、也许也是利比亚人的后裔。
塞维鲁的父亲是一个不起眼的省级官员，没有重要的政治地位，但他有两个表兄弟，Publius Septimius Aper和Gaius Septimius Severus，在皇帝Antoninus Pius任上担任领事的他母系统祖先从意大利搬到了北非；他们属于富尔维亚家族——一个起源于塔斯庫勒姆的意大利贵族。Septimius Severus有两个兄弟姐妹：哥哥Publius Septimius Geta和妹妹Septimia Octavilla。他的表兄是执政官和领事Gaius Fulvius Plautianus。
塞维鲁在大莱普提斯长大。他能流利地讲当地的布匿语，也接受过拉丁语和希腊语的教育，他使用这些官方语言时带着轻微的口音。根据卡西乌斯·迪奥（Cassius Dio）的记载，孩童时期的塞维鲁一直渴望获得更多的教育。据推测塞维鲁在演讲中也受到了指点：17岁时，他首次公开演讲。

### 担任公共职务

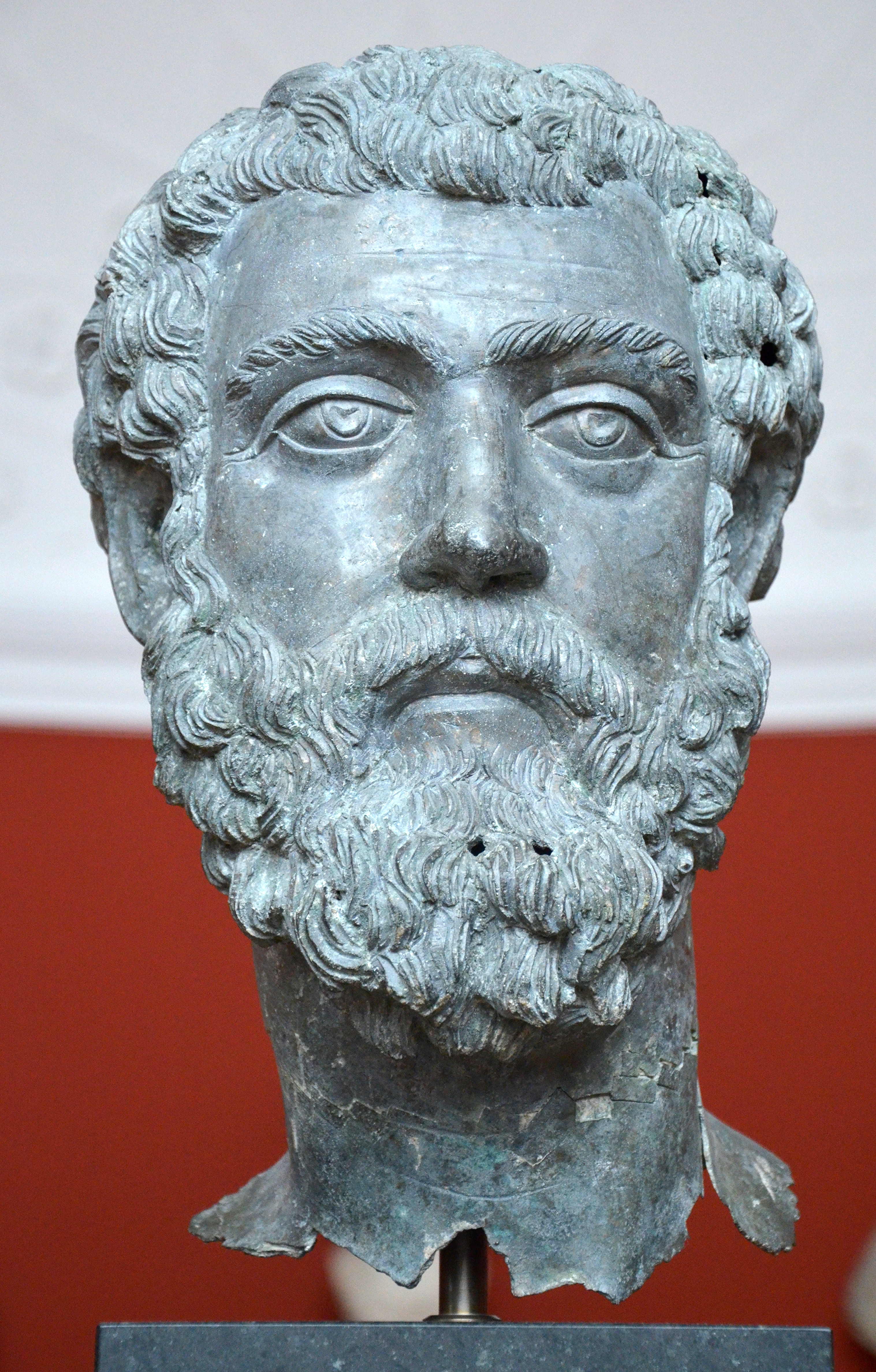
来自小亚细亚的塞维鲁铜头像, 约195–211 AD

约162年开始，塞维鲁在罗马寻求公职。在他的亲戚Gaius Septimius Severus的推荐下，皇帝马可·奥勒留（r.161-180）批准他进入元老院排位。不过，塞维鲁在160年代的职业生涯似乎是举步维艰的。
他很可能在罗马担任警察，监督城市内或附近的道路维护，他也可能作为辩护人出庭。在M奥勒留治下，他是州检察官（Advocatus fisci）。但是，他的任职履历中漏过了军事保民官这一项，而且由于未达最低年龄25岁，不得不推迟出任财务官。更糟糕的是，奧理略瘟疫在166年横扫首都。
随着他的职业生涯停滞不前，塞维鲁决定暂时回到莱普提斯，那里气候更宜人。根据《罗马帝王纪》，一个通常认为不可靠的来源，他在此期间因通奸被起诉，但该案最终被驳回。169年底，塞维鲁达到了成为一名财务官的必要年龄并回到罗马。12月5日，他上任并正式加入罗马元老院。在170到180年之间，他的活动基本上没有记载，尽管他很快获得了一系列职位。安东尼瘟疫使元老队伍变得稀疏，有能力的人供不应求，因而塞维鲁的晋升比通常来得更快。
由于父亲突然去世，他再次回到大莱普提斯解决家庭事务。在他能够离开阿非利加之前，毛里人入侵了西班牙南部。该省的控制权被移交给了皇帝，而参议院获得了对撒丁岛的临时控制权。因此，塞维鲁在撒丁岛上度过了他财务官第二任期的剩余时光。
173年，塞维鲁的亲属Gaius Septimius Severus被任命为阿非利加行省的资深执政官。年长的塞维鲁选择了他的堂弟作为他的两个合法使节之一，这是一种高级军事任命。这一时期结束后，塞维鲁回到罗马，担任平民保民官，成为了皇帝的候选人。

## 崛起
191年，康茂德在禁卫军长官Quintus Aemilius Laetus的建议下任命塞维鲁为上潘诺尼亚总督。第二年皇帝被杀。佩蒂纳克斯称帝，但他在193年初也被杀死。为回应佩蒂纳克斯的遇刺，塞维鲁的军团第十四合组军团在卡农图姆宣称他为皇帝。不久之后，附近的军团，如文多波纳的第十合组军团也宣布对其效忠。塞维鲁组建一支军队赶到意大利。
佩蒂纳克斯的继任者尤利安努斯在拍卖中买下皇帝职位。然而他被元老院判处死刑。塞维鲁兵不血刃占领罗马。他处决佩蒂纳克斯的刺杀者并解雇其余禁卫军，并从他自己军团中招募忠诚的卫队。
叙利亚的军团宣布佩森尼乌斯·奈哲尔为新皇帝。与此同时，塞维鲁认为不列颠尼亚总督克劳迪乌斯·阿尔比努斯可能来竞争皇位，他可能支持迪迪乌斯反对自己。他一方面假裝指定奈哲爾和阿爾比努斯為繼承人 (此一無信用的安撫行動使賽維魯一生皆被指責)，一方面進軍东部并在伊苏斯戰役中粉碎奈哲尔的部队。在反拜占庭的战役中，他命令他的部下将迦太基人汉尼拔坟墓以大理石铺盖。
第二年，他致力于镇压美索不达米亚和支持奈哲尔的其他帕提亚封臣。之后，塞维鲁宣布他的儿子卡拉卡拉成为继承人，使阿尔比努斯被他的军队称为皇帝並入侵高卢。在罗马短暂停留后，塞维鲁赴北方会见他的对手。197年2月19日，塞维鲁率领约75000人大军于卢格杜努姆战役击败阿尔比努斯并将其族灭，完成对帝国的完全控制。

## 皇帝生涯

### 与帕提亚的战争

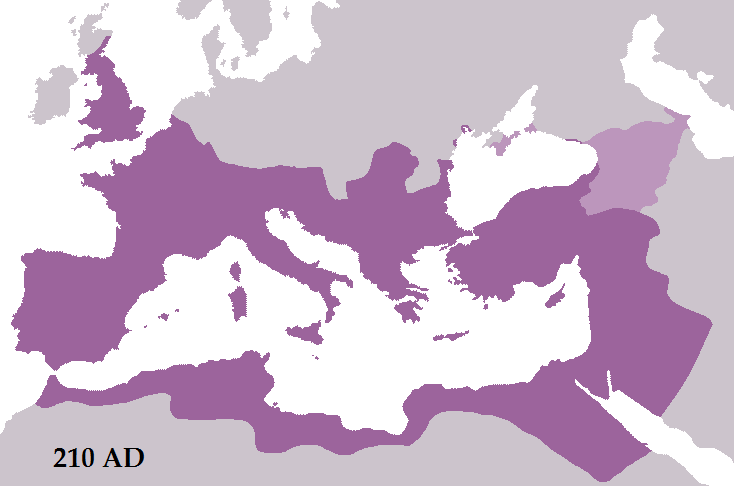
210年的罗马帝国版图，此时塞维鲁已发动过一系列征服战争。

197年初，塞维鲁离开罗马，乘船前往东方。他自布林迪西上船，可能在西里西亚的埃盖伊港上岸，并由陆路前往叙利亚。他立即征集了他的军队并越过了幼发拉底河。奥斯若恩国王阿布加尔九世自从他的王国被罗马吞并以来，基本上只是埃德萨的统治者，他把孩子当作人质移交给罗马，并为塞维鲁提供了远征所需的弓箭手。亚美尼亚国王科斯洛夫一世也提供了人质、金钱和礼物。
塞维鲁前进至尼西比斯，他的将军尤里乌斯·莱图斯已阻止该城落入敌人之手。之后塞维鲁返回叙利亚，开始谋划一个更加雄心勃勃的计划。次年，他率领另一支军队成功的发动了对帕提亚帝国的攻击，据说这是为了报复他们对奈哲尔的支持。他的军队攻克了帕提亚都城泰西封，美索不达米亚北部地区再度并入帝国版图。然而，就像近一个世纪之前的图拉真那样，他即使用两次漫长的围城战也无法攻下哈特拉。在此期间，他下令扩建了东部的阿拉伯边墙，并从阿拉伯沙漠到贝西的杜马特之间修筑了新的防御工事。

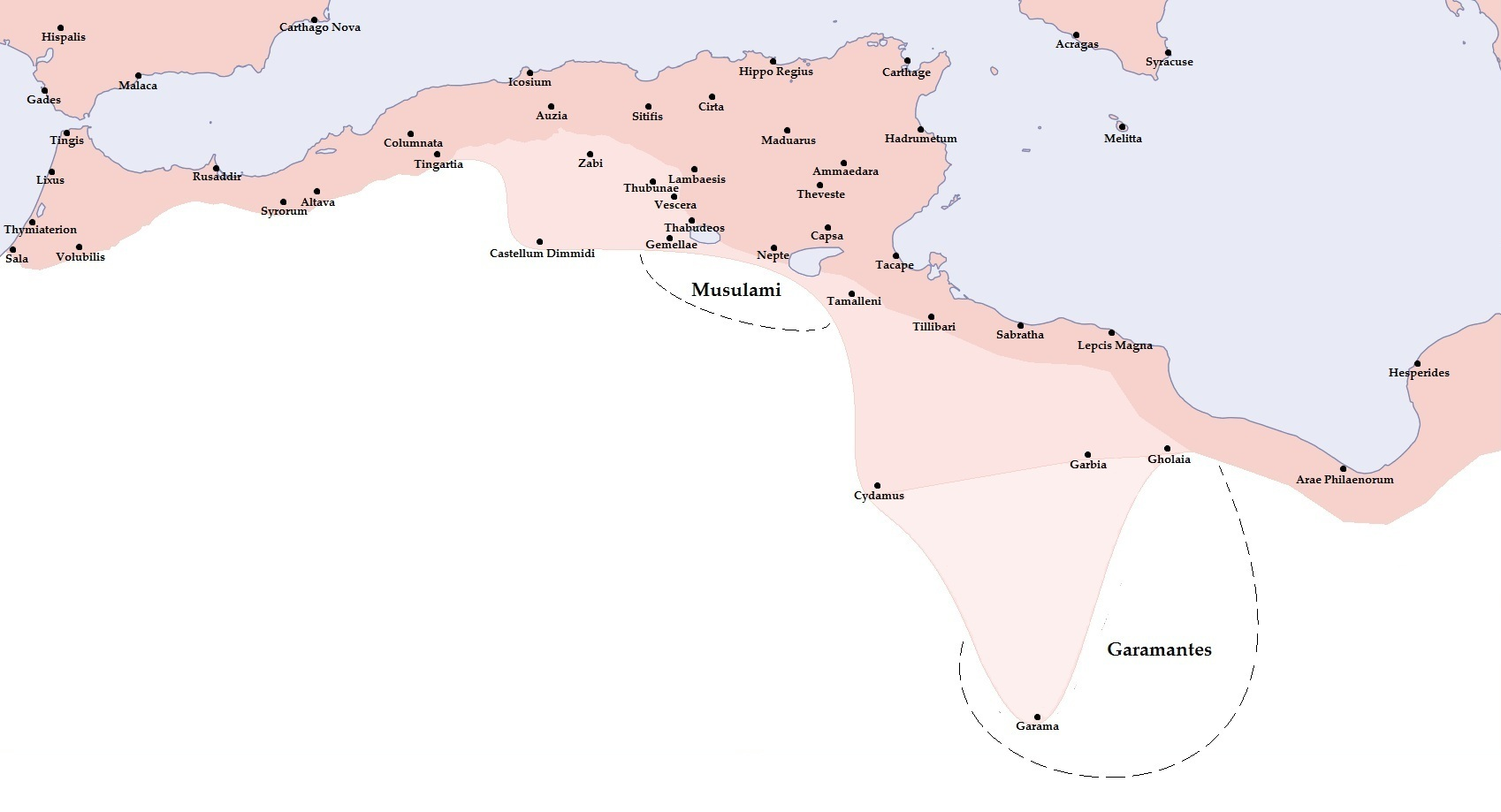
塞维鲁對阿非利加邊境的擴張

### 与元老院的关系
由于塞维鲁是军阀出身，而与罗马元老院的关系一直不和。塞维鲁以贪腐和筹划阴谋为由处决了许多元老院议员，并以自己的亲信取而代之。塞维鲁毁掉了罗马已持续数百年的共和传统，使其陷入军事独裁状态，然而当时的罗马公民却对他评价甚高，认为他清除了康茂德治下的腐败。在与帕提亚的战争胜利后，塞维鲁下令在罗马广场西北端修建塞维鲁凯旋门。
禁卫军长官盖乌斯·弗拉维乌斯·普拉提乌斯是塞维鲁的心腹，塞维鲁将帝国的大部分行政权力都交给了他，普拉提乌斯的女儿弗拉维娅·普拉提亚也被许配给了塞维鲁之子安东尼努斯。
然而普拉提乌斯的权势并没有长久。205年1月，副帝安东尼努斯指责普拉提乌斯密谋企图杀害他和塞维鲁。普拉提乌斯试图自辩也无济于事，随即被塞维鲁下令处决。随后塞维鲁立即以“消灭普拉提乌斯余党”的名义展开对元老院的清洗，许多人未经公开审判就被处死。

### 军事改革
193年塞维鲁到达罗马后，解散了全部禁卫军，包括那些参与刺杀佩蒂纳克斯以及将帝位卖给尤利安努斯的人。他们被剥夺盔甲，并被禁止进入城市周围160公里范围之内，违者处死。塞维鲁重新组建了一支由十个大队组成的卫队，这些士兵来自他的多瑙河军团。
197年左右，军团数量从30个增至33个——I、II、III帕提卡军团增加了进来。帕提卡II军团驻扎在阿尔巴努姆，就在罗马附近。他还给部队约250迪纳利乌斯的捐款。另外，每名士兵的薪金增至300-400迪纳利乌斯不等。
塞维鲁是第一个在意大利驻扎常备军的罗马皇帝，他认识到罗马需要一个能够随时向各地派兵的中央兵源。

## 註腳
1. 1 2  Birley (1999), p. 113.
2. ↑  Birley (1999), p. 125.
3. ↑  Birley (1999), p. 115.
4. ↑  Birley (1999), p. 130.
5. ↑  Birley (1999), p. 134.
6. ↑  Birley (1999), p. 153.
7. 1 2  Birley (1999), pp. 170–187.

## 外部連結
- 網上羅馬皇帝百科 （页面存档备份，存于）
- . . New York: Robert Appleton Company. 1913.

| 統治者頭銜        | 統治者頭銜       | 統治者頭銜            |
| ----------------- | ---------------- | --------------------- |
| 前任： 尤利安努斯 | 罗马皇帝 193-211 | 繼任： 卡拉卡拉与盖塔 |